# Червона королева (книга)
Червона королева: статеве розмноження та еволюція природи людини (англ. The Red Queen: Sex and the Evolution of Human Nature) — науково-популярна книга Метта Рідлі, яка досліджує еволюційну психологію статевого добору. Назва є посиланням на гіпотезу Червоної Королеви в еволюційній біології. Рідлі стверджує, що більшість аспектів людської природи неможливо зрозуміти окремо від статі, оскільки людська природа є продуктом еволюції, керованої статевим розмноженням у випадку статевого добору в еволюції людини.

## Зміст
Книга починається з еволюційного опису самої статі, відстоюючи теорію про те, що статеве розмноження процвітає, попри його енергетичні витрати, насамперед тому, що змішування генів від двох батьків допомагає нащадкам захищатись від паразитів, отриманих із материнського середовища та адаптованих до нього.
Ближче до кінця книги Рідлі стверджує, що людський інтелект здебільшого є результатом статевого добору. Він стверджує, що людський інтелект значно перевершує будь-які потреби для виживання наших предків-гомінідів, і порівнює людський інтелект з хвостом павича, рисою, яку вважають результатом статевого добору. Він припускає, що людський інтелект використовується в першу чергу для того, щоб залучати партнерів за допомогою неймовірних проявів дотепності, чарівності, винахідливості та індивідуальності. Цей погляд на інтелект детально розглянуто в книзі Джеффрі Міллера «Шлюбний розум: як сексуальний вибір сформував еволюцію людської природи» (англ. The Mating Mind: How Sexual Choice Shaped the Evolution of Human Nature, 2001).

## Відзнаки
«Червона королева» була однією із семи книг, які увійшли до короткого списку Премії Рона-Пуленка 1994 року (нині відомої як Премія Королівського товариства за наукові книги), яку зрештою виграла «Мова генів» Стіва Джонса.